# 新座市立大和田小学校
新座市立大和田小学校（にいざしりつ おおわだしょうがっこう）は、埼玉県新座市大和田1-1-30にある公立小学校。新座市内の小学校で最も大きいかつ、二番目に歴史がある。開校記念日は7月9日。

## 沿革
- 1874年7月9日 - 野火止学校という名前で創立
- 1909年7月 - 校章制定
- 1947年 - 大和田尋常小学校などの名称を経て、大和田小学校と改称
- 1948年 - PTAが発足
- 1955年 - 町村合併による新座町立大和田小学校に改称
- 1963年 - 校歌制定。同年に鉄筋三階建新校舎竣工。
- 1970年 - 市へ移行したため、新座市立大和田小学校に改称。
- 1971年 - 西校舎が竣工
- 1973年 - 体育館棟が竣工
- 2002年1月 - 改築した新校舎が落成。環境に優しいエコスクールとして、ソーラーパネル、雨水処理機、生ごみ処理機、ガラス張りの廊下を設備し、パソコン室、図書室、視聴覚室なども設置
- 2014年 - 開校140周年記念式典を実施
- 2015年 - 北校舎を増設
- 2024年 - 開校150周年記念式典を実施

## 規模
- 平均児童数は800人強。1学年は大体150人ほどであり、学校全体では900人近くになることが多い
- 各学年の平均クラス数は4。全学年のクラスを合わせると24クラス程度ある。
- 多い時は一学年7~8クラス、少ない時は3クラスになる時もある。

## その他
- 1969年から1977年にかけて、学区内の人口増加によって4つの小学校（東北小学校、野火止小学校、東野小学校、新開小学校）に分離する
- 5年生は近隣の小学校（新開小学校など）とのスポーツでの交流もしている。男子はサッカー、女子はミニバスケットボール。
- 学校周辺に学校農園があり、収穫物の売上金で、車椅子などを寄贈する活動をしている
- 2002年の建て替え時には、新座駅周辺に大和田小学校があるため、無くして北口の開発に使うとする計画があった
- 建て替え前は、春になると校舎裏にアミガサタケがたくさん生えていた。